# 筱雲山莊
24°14′08″N 120°41′42″E / 24.235631°N 120.695099°E
筱雲山莊，是位於臺灣臺中市神岡區三角里的中式四合院、日式建築，為神岡三角仔呂家呂炳南建於同治五年（1866年），1998年因闢建大豐路四段主二號道路面臨拆除，目前納為台中市直轄市定古蹟保存，並且處於申請國定古蹟程序中。

## 建築
筱雲山莊位於神岡區三角里東隅，占地約六千餘坪，有稱「呂家新厝」，屬於採中軸對稱的四合院形制。宅邸散布著中日不同風格、型式的庭園，並以彎曲蜿蜒的圳溝穿越宅邸，形成小橋流水景致。為求建築持久穩固，外表鑲嵌魚鱗形穿瓦衫以防雨水沖刷而導致土墼流失，又進口俗稱「泉州白」、不易風化的白色花崗石建造台基、牆基與柱珠。

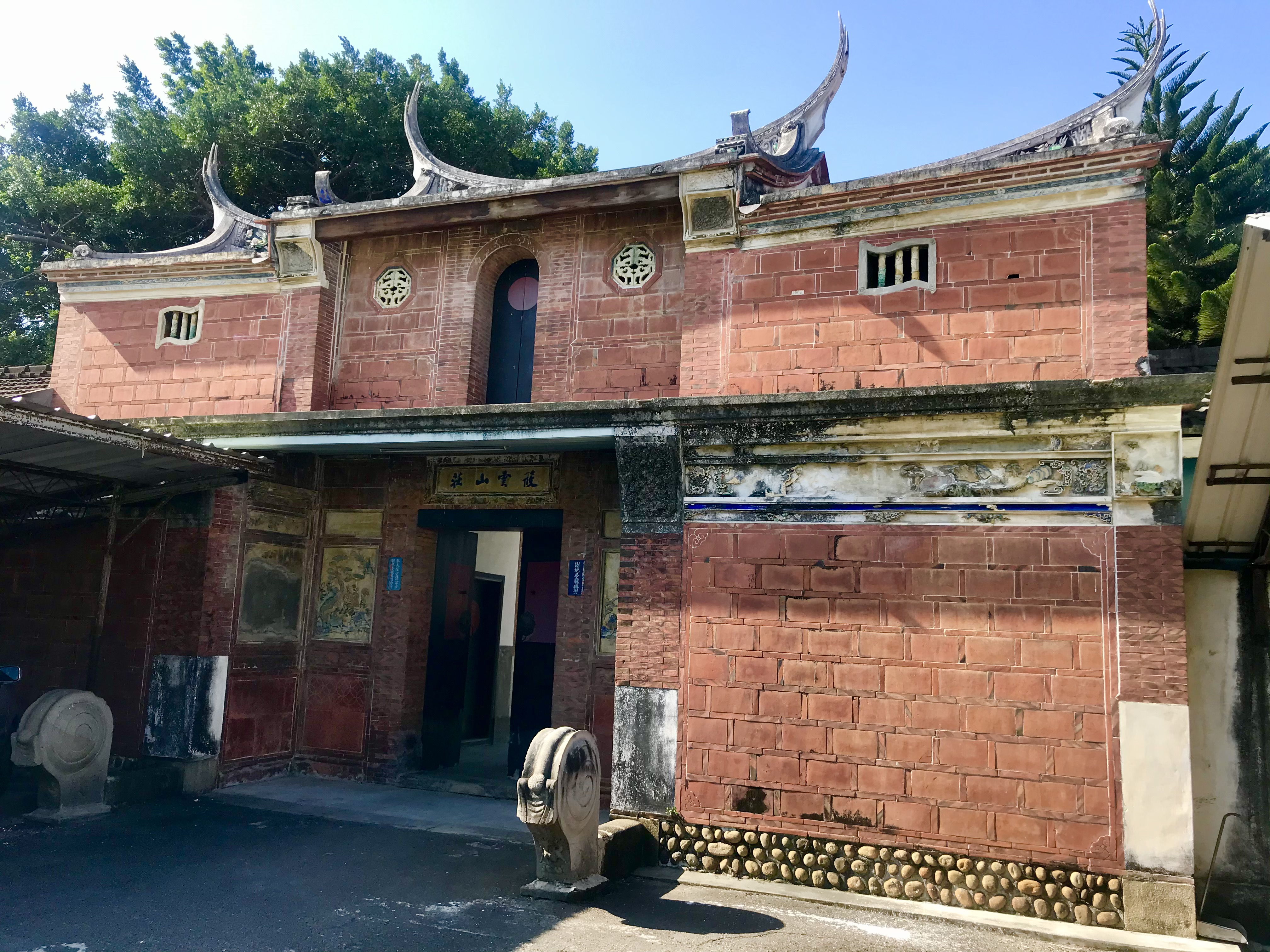
門樓

門樓是具三開間的兩層式大門，擺一對抱鼓石，窗戶是六角窗和書卷窗，屋頂為燕尾屋脊。雖是文仕之家，門樓卻是台灣古厝中最大的一座，因當時族群械鬥頻繁，以第二層樓作銃樓，共有朝外的十六個槍孔。左右壁堵牆上有題材為「孔明獻空城計」與「杜牧秦淮夜泊」的交趾陶燒裝飾。

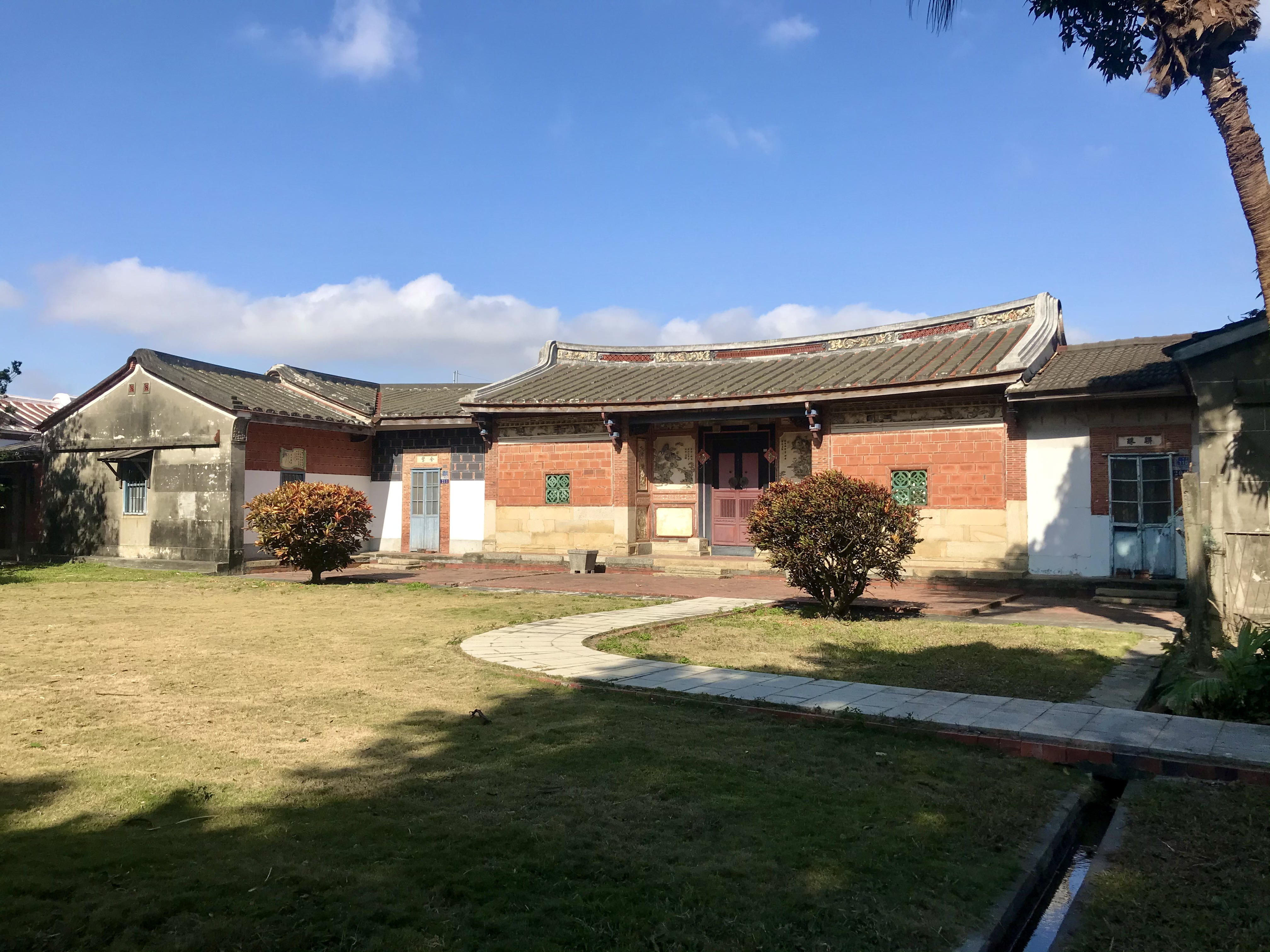
篤慶堂

從門樓進入，右側即是作為門廳的篤慶堂。大門以黑為底，中為朱色門聯，再配上朱色的腰門，造形簡潔有力。「此日人煙成樂土，當年戎馬闢偏疆」對聯是光緒年間進士出身的江昶榮所寫。兩側護龍比第一進突出，使住宅正面成為凹巢式。堂前的交趾燒，左為「漁樵耕讀」，右為「琴棋書畫」，與摘星山莊的交趾燒一樣號為「晉水一經堂」的蔡騰迎所作。院中的鋪磚向四面擴散，象徵丹田，以表示此空間是整座大宅子的中心。呂泉生曾回憶就讀公學校時，周末夏夜，堂伯祖就在中庭舉行茶話會，號召族中子弟參加，鼓勵親戚輪番上台，說故事或唱歌、或表演各種才藝。
穿過門廳，眼前即是作為供奉祖先的正廳五常堂。正廳色澤外觀以藍青色為主，內牆則為藍青色與白色相間。堂前兩側的長條石凳原為旗竿石，因莊主呂炳南第二子呂汝修中舉後，不久即病故，因此將他的旗竿石作石凳，以紀念這位早逝的舉人。

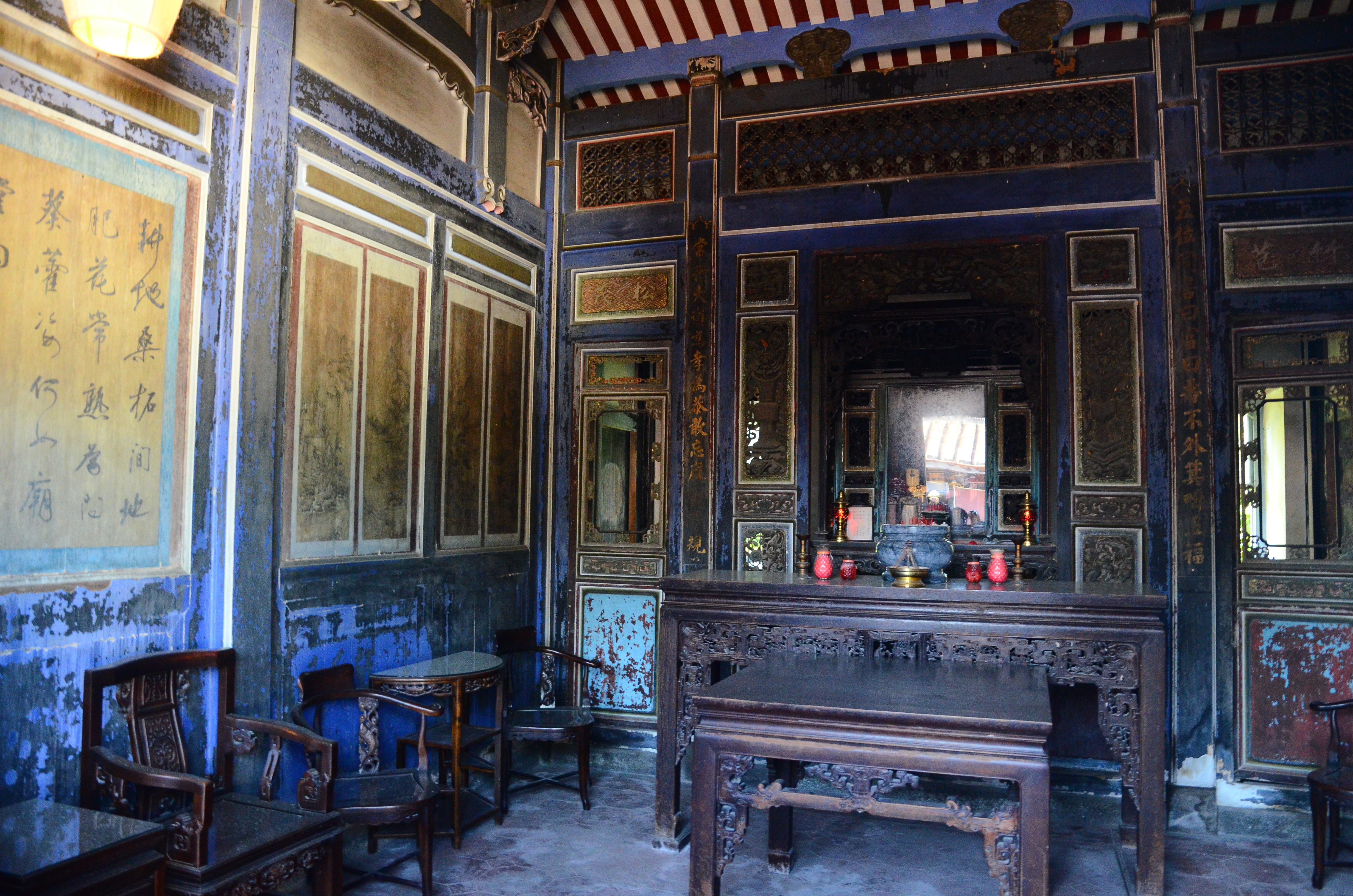
五常堂內

正廳東側是一片花木扶疏、日式與蘇州風格混合庭園，設有小橋、池塘、古松，以及象徵梵音傳來的陶塔等，迎賓閣及筱雲軒便座落其間，兩棟中間有一座營造曲水流觴與防火功能的水池。台中神岡出生，請身為呂家外孫的何大一，兒時常跟父母來此，對此日式庭園有著童年回憶，因其母江雙如的生父實為呂樵湖。
莊主呂炳南除重新修繕文英書院外，相傳還曾為了買書而變賣田產。吳子光協助淡水同知陳培桂修《淡水廳志》後，應呂家之聘，在筱雲山莊當教師。他在《筱雲軒藏書記》記載筱雲軒藏書有二萬一千三百三十四卷。「筱環老屋三分水，雲護名山萬卷書」即他作的對聯。丘逢甲因跟呂家有親戚關係，曾在此長住博覽群書，後來終於功名有成。光緒二十一年（1895年）7月25日，參與乙未戰爭的邱逢甲決定離開臺灣返回祖籍蕉嶺，文物就寄託於此。神岡鄉地方文史工作者陳炎正指出，神岡三角仔呂家是台灣史上罕見以詩禮傳家的典型，筱雲山莊也以收藏萬卷書籍著稱，可惜經過歲月更迭，藏書不少都散佚各處。傳說台中縣長陳庚金，曾試過一窺呂家藏書，但呂家後代只讓他參觀一間倉庫而已。2019年呂博收與呂曜志等代表家族捐出一部分藏書給國家圖書館，成為二戰後台灣本省家族捐贈大量明清古籍的第一人。
清末詩人王少濤有寫詩描述：「煙柳凝新綠，池花映澹紅；貪幽人早起，靜坐水聲中。文字堪娛老，林泉足養神；不關人跡少，花鳥日相親。聽水依頑石，看山上小樓；此間堪遁世，萬卷自優游。」

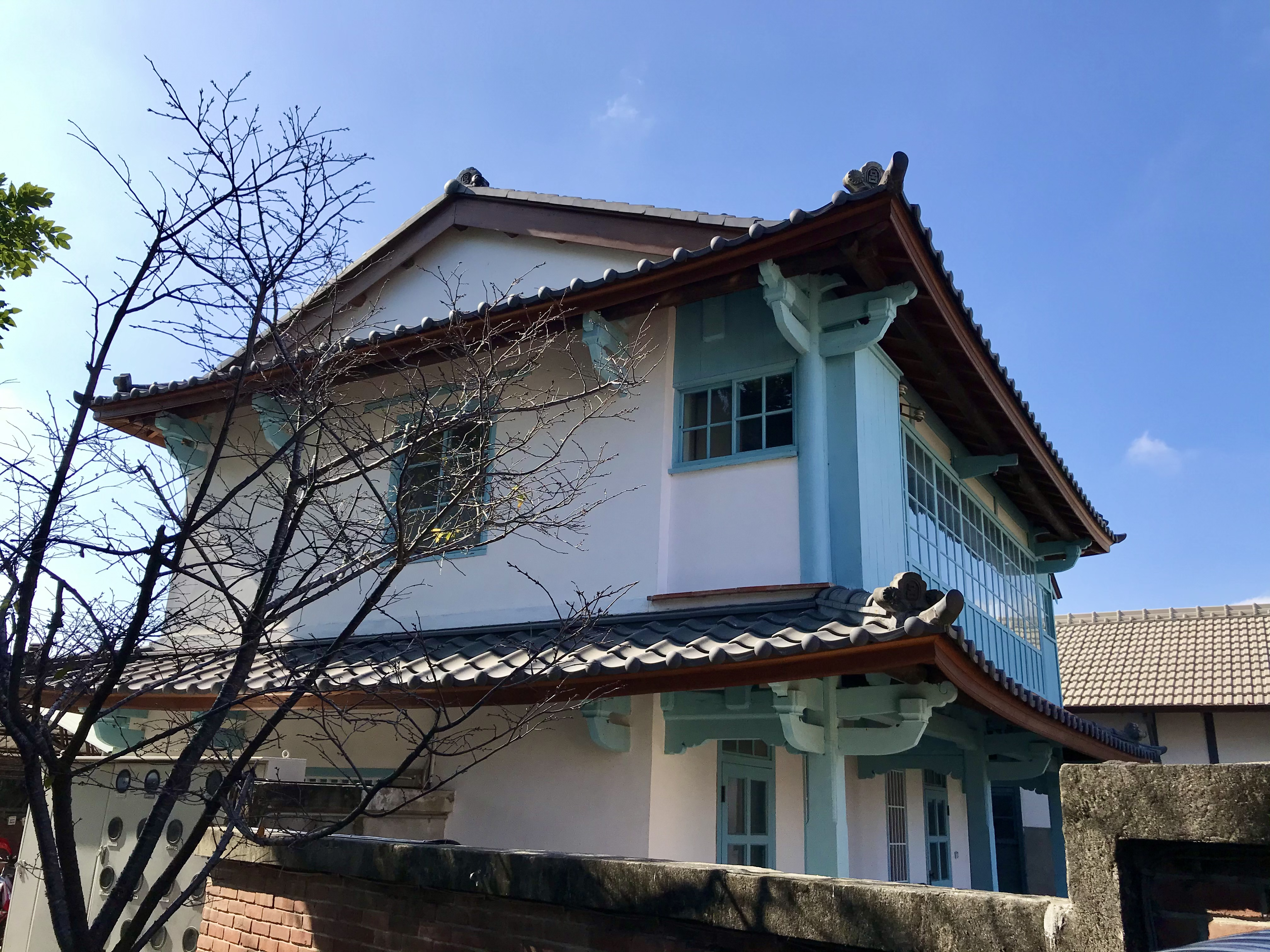
迎賓閣

筱雲軒對面的迎賓閣是一座兩層樓高的木造房，位置在門樓右側，以符合左青龍右白虎的主客地位。因山莊部分空間仍有後代居住其間，僅以無人居住的迎賓閣為主要開放空間，接受週日預約導覽，每週日開放上午及下午各一場。迎賓閣原是中式建築，為招待日方賓客之需而更改成日式，但內部保有傳統中國建築的樑柱。
內院兩側以矮牆隔開內院與廂房的前天井，布局與附近的社口大夫第，以及摘星山莊相同，屬於粵式建築的手法，藉此令訪客與家中婦女的活動，有所區隔，使宅院保有私密空間。二十世紀初時，因已住滿呂家族人，於是1906年呂泉生祖父呂紹箕在分得了家產後便在山莊附近另築房子。

## 歷史

### 建立緣由

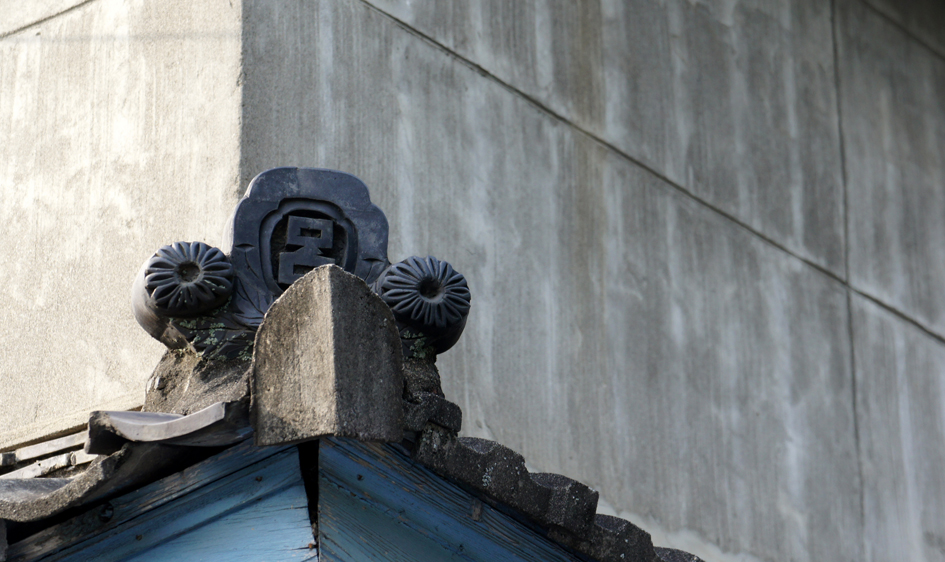
標「呂」磚瓦

康熙五十五年（1716年），岸裡社頭目阿穆歸順清廷，漢族勢力大舉進入神岡地區。原居於彰化縣揀東上堡瓦窯仔庄（今台中市潭子區）的呂家，到乾隆五十五年（1790年）林爽文事件後，移居三角仔建屋落戶。
至呂氏開台先祖呂祥省孫子呂衍納（呂世芳）時，因善於務農經營，家業逐漸昌隆，成為望族富戶。地方傳說是呂世芳在現在豐原田附近的山坡地撿到一副枯骨的銀子而致富，之後他將枯骨奉祀在后里，並尊為「福媽」。
呂世芳兒子呂炳南（呂耀初）繼承家業後，為了奉養祖母，於同治五年（1866年）先建造篤慶堂。光緒四年（1878年）陸續興建外護室、書齋筱雲軒與半月池，最後是昭和八年（1933年）興建的近代建築，成為今日所見的筱雲山莊。

### 面臨拆除
1977年，政府規劃一條十五公尺寬的主二號道路，計劃拆除筱雲山莊部份房子。次年正逢林安泰古厝也因闢建道路而要拆遷，李乾朗、席德進、馬以工、王鎮華討論起每人心目的臺灣十大民居時，李乾朗就有列入筱雲山莊，其他還有林安泰古厝、林本源園邸、李騰芳古宅、摘星山莊、社口大夫第、霧峰林家宅園、馬興陳宅、餘三館、佳冬蕭宅。後，李乾朗著有《神崗筱雲山莊》一書，內除詳細的圖文介紹，文字更以中英對照。
1979年，呂家在同治年間為培養人才設立的文英書院，其僅存的聖蹟亭遭到拆除，文英書院成為歷史名詞。

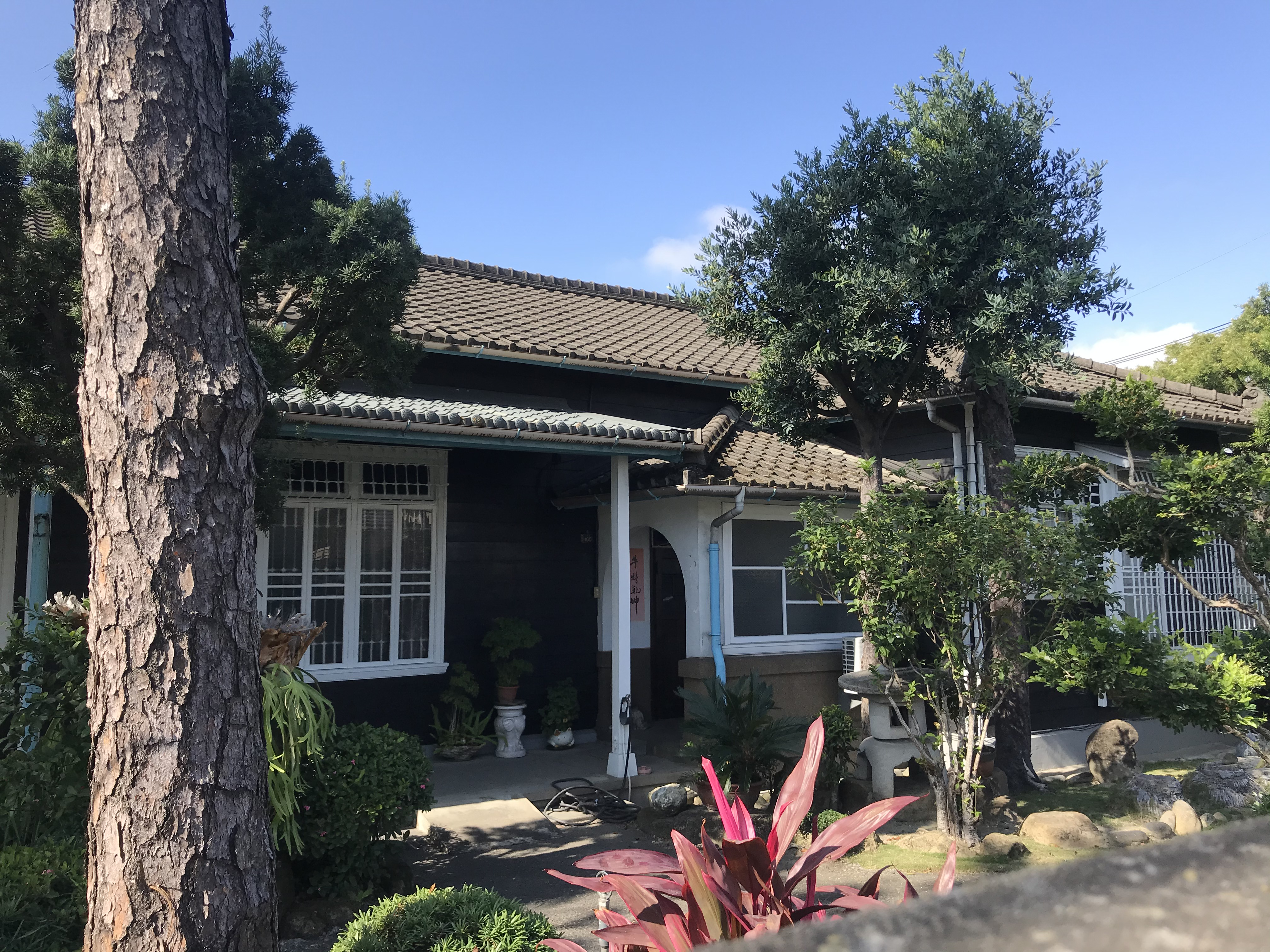
日式建物

1982年，臺灣省民政廳鑑於筱雲山莊的古蹟價值，逕畫入特定計畫保存區，但未知會相關單位變更道路規畫，導致縣府1998年照常執行計畫道路開發作業，並勸說筱雲山莊遷就道路計畫工程拆除日式建築庭院。1998年2月18日，在立法委員范巽綠辦公室主辦下，立委及官員探查筱雲山莊、摘星山莊、大甲梁宅瑞蓮堂、龍井林宅等。
1999年2月27日，台中縣召開古蹟評鑑會議，學者審查通過筱雲山莊具備二級古蹟價值，範圍包括宅第本體、門樓、筱雲軒、水溝南邊的日治時期建築物。5月10日，東海大學建築系教授陳覺惠，提出一份特定區計畫道路資料，顯示還有一條四十公尺計畫道路不經筱雲山莊，所以不一定要拆除。11日，文化資產保存維護推動小組舉行會議，請台中縣政府在7月1日前，將筱雲山莊公告指定為古蹟，並儘可能完整保存，無法指定為古蹟的部分，也請循都市計畫法規定，指定為具紀念性、藝術性建物，確保整體環境的完整。14日，內政部營建署都市計畫委員會召開台中縣古蹟案都市計畫變更專案會議時，台中縣府及潭子鄉代表都認為，主二號道路已十多年無法闢建，如今該地區塞車嚴重，因此應儘速闢建。
為保留山莊，路線就需往東修正，這將造成附近十多戶民宅遷移，因此鄉公所與地方民眾都反對。1999年7月12日、13日凌晨，筱雲山莊日式建築連續接連遭到不明人士自矮牆外丟入裝滿紅油漆的酒瓶、雞蛋，又燃放一大串鞭炮後才逃逸。2000年7月4日，又遭投擲五枚汽油彈，其中一枚起火燃燒，建築主體並未受損。在歷經潑油漆、投擲汽油彈等事件後，呂家族人反應兩極，老一輩仍希望保持山莊完整性，年輕一代則不那麼堅持。同月10日，縣府古蹟處理專案小組會議，因筱雲山莊因涉及居民抗爭，將在確定道路開闢範圍後再議。對此，筱雲山莊子孫呂立聰表示，家族原不知道將有道路會通過山莊日治建物區，而行政院又一再派員遊說，呂家才同意山莊列為古蹟，沒料到台中縣政府不願得罪少數鄉民，執意勸說呂家子孫遷就道路計畫工程。內政部決定將主二號道路變更改道後，12月14日縣府完成都市計畫樁位測定，把椿位成果交給地政所辦理地籍分割，確認地界範圍，以利日後道路開闢和古蹟維護保存等後續事務。
學者洪文雄完成筱雲山莊的古蹟調查研究後，企圖為計畫道路拓寬尋求解決之道，但2003年8月7日因心臟宿疾過世，享壽六十二歲。

### 古蹟修復
從2007年起台中市政府推動分階段修復工程，前兩期共投入四千一百餘萬元完成修復。此次修復與摘星山莊，都是文化局資產課負責古蹟管理維護業務的李智富負責。第三期獲中央政府補助二千餘萬元，加上市府編列一千八百餘萬元，共投注四千萬元進行修復工程，包括左三護龍、迎賓樓、右二、右三護龍及景觀修復工程，2017年8月動工，2019年冬完成。

### 道路通車
筱雲山莊日式建築於2008年也納為古蹟後，至2012年經審議委員會討論不再退縮或變動。縣府建設局長陳大田表示，筱雲山莊因公告增加古蹟範圍，導致大豐路四段早期開闢時因古蹟圍牆無法退縮，形成大彎道，2008年通車後經常發生車禍，考量交通安全，先封閉西側通道，僅以東側道路雙向通行，卻形成交通瓶頸。2015年10月11日，在呂家後代，台中市經發局長呂曜志陪同下，市長林佳龍前往視察大豐路四段表示，開路須兼顧古蹟保存，該路段已納入「變更高速公路豐原交流道附近特定區計畫案」，將拓寬至十五公尺，長度約兩百公尺，明年已編三千九百萬用地費，後年再編一千五百萬工程費。
時任副市長楊瓊瓔協調各方讓工程順利推展、以及林姓地主同意讓市府徵收土地進行工程、內政部營建署核定納入生活圈道路交通建設計畫補助經費，拓寬得以進行。2019年8月19日，大豐路四段主二號十五公尺都市計畫道路動工。2020年11月16日，舉行通車典禮。

### 呂家其它古蹟
除筱雲山莊以外，呂家於乾隆年間以降於中部地區所興建的相關建築物甚多，茲列舉如下
- 1.第一公厝 (興建於乾隆五十五年，公元1790年)
- 2.頂瓦厝 (興建於道光五年，公元1825年)
- 3.毘廬禪寺 (興建於昭和三年，公元1928年) --釋
- 4.呂樵湖故居(興建於昭和十一年，公元1936年)
- 5.文英書院 (興建於道光十六年，公元1836年，於1979年全數拆除，現存為岸裡國小) --儒
- 6.神岡瞻雲宮 (興建於同治七年，公元1868年) --道
- 7.呂汝玉墓 (興建於大正十五年，公元1926年)